# Campionati mondiali di maratona canoa/kayak 2008
I Campionati mondiali di maratona canoa/kayak 2008 sono stati la 16ª edizione della manifestazione. Si sono svolti a Týn nad Vltavou, in Repubblica Ceca il 20 e il 21 settembre 2008.

## Medagliere
| Pos.   | Paese         | Oro | Argento | Bronzo | Totale |
| ------ | ------------- | --- | ------- | ------ | ------ |
| 1      | Ungheria      | 3   | 1       | 3      | 7      |
| 2      | Spagna        | 1   | 2       | 1      | 4      |
| 3      | Sudafrica     | 1   | 0       | 1      | 2      |
| 4      | Danimarca     | 1   | 0       | 0      | 1      |
| 5      | Rep. Ceca     | 0   | 1       | 1      | 2      |
| 6      | Croazia       | 0   | 1       | 0      | 1      |
| 6      | Gran Bretagna | 0   | 1       | 0      | 1      |
| Totale | Totale        | 6   | 6       | 6      | 18     |

## Podi

### Uomini
| Evento | Oro                                      | Perform. | Argento                                               | Perform. | Bronzo                                | Perform. |
| Canoa  |                                          |          |                                                       |          |                                       |          |
| C-1    | Edvin Csabai                             | 2h04'40" | Nikica Ljubek                                         | 2h07'15" | Zsolt Gilányi                         | 2h08'07" |
| C-2    | Ungheria Attila Györe Edvin Csabai       | 1h53'53" | Spagna Ramón Ferro Óscar Graña                        | 1h54'32" | Spagna David Mascato Ángel Rivademar  | 1h55'49" |
| K-1    | Emilio Merchán                           | 2h10'19" | Tomás Jezek                                           | 2h10'20" | Anthony Stott                         | 2h10'43" |
| K-2    | Sudafrica Cameron Schoeman Anthony Stott | 2h02'14" | Spagna Jorge Alonso González Santiago Guerrero Arroyo | 2h02'15" | Ungheria Attila Jámbor Mate Petrovics | 2h02'16" |

### Donne
| Evento | Oro                                          | Perform. | Argento                              | Perform. | Bronzo                               | Perform. |
| Canoa  |                                              |          |                                      |          |                                      |          |
| K-1    | Vivien Folláth                               | 2h01'04" | Lani Belcher                         | 2h01'19" | Anna Adamová                         | 2h03'21" |
| K-2    | Danimarca Anne Lolk Thomsen Henriette Hansen | 1h53'42" | Ungheria Berenike Faldum Renata Csay | 1h53'43" | Ungheria Judit Kollár Vivien Folláth | 1h57'58" |